# Antoine-Marie Pucci
Pour les articles homonymes, voir Pucci (homonymie).
Antoine-Marie Pucci (Antonio Maria), né le 16 avril 1818 à Poggiole di Vernio en Toscane et mort le 12 janvier 1892 à Viareggio, est un prêtre de Toscane reconnu saint par l'Église catholique.

## Biographie
Eustache Pucci (en religion Antoine-Marie) est né le 16 avril 1818 en Toscane à Poggiole di Vernio, au sein d'une famille nombreuse peu aisée. Très tôt il aimait à seconder son père dans ses fonctions de sacristain et souhaitait entrer en religion.
Il dut toutefois attendre 1837 et vaincre les réticences de son père pour entrer chez les Servites de Marie au couvent de l'Annonziata à Florence.
Ordonné prêtre en 1843, il fut nommé vicaire, puis curé, à Viareggio, où il restera toute sa vie.
C'est le 12 janvier 1892 qu'il mourut d'une pneumonie purulente après avoir soigné un malade qui en était atteint. Il est abord inhumé dans le cimetière paroissial et ses restes furent transportés le 18 avril 1920 dans l'église Saint-André de Viareggio, où il avait exercé son ministère pastoral.

## Spiritualité
Le Père Antoine-Marie est très aimé de ses fidèles qui l'ont affectueusement surnommé le petit curé (curatino). Il est proche de tous, enfants et adultes, et est admis par tous malgré l'anti-cléricalisme très fort de cette époque.
Précurseur de l'Action catholique, il crée pour les enfants pauvres et de santé fragile un hospice marin. Il fonde aussi en 1853 l'institut des Servantes de Marie pour les jeunes filles ainsi que diverses associations chrétiennes : La Compagnia di San Luigi (Compagnie de Saint Louis), la Congregazione della Dottrina Cristiana (Congrégation de la doctrine chrétienne). Il réorganisa pour les adultes l'Alma Compagnia di Maria Santissima Addolorata, et pour les mères de famille, il créa la Congregazione delle Madri Cristiane (Congrégation des Mères Chrétiennes).
Il est prieur du couvent de Viareggio et, pendant sept ans, supérieur de la province toscane des Servites de Marie.
Pendant l'épidémie de choléra de 1854-1855 il se dévoue sans compter aux soins des malades.
Antoine-Marie a une grande dévotion pour la Vierge Marie. Il lui consacre sa paroisse et en fait la Cité de Notre-Dame des Sept Douleurs.
Le Pape Jean XXIII lors de son homélie de canonisation le considère comme un exemple de vie sacerdotale.

## Béatification - canonisation - fête

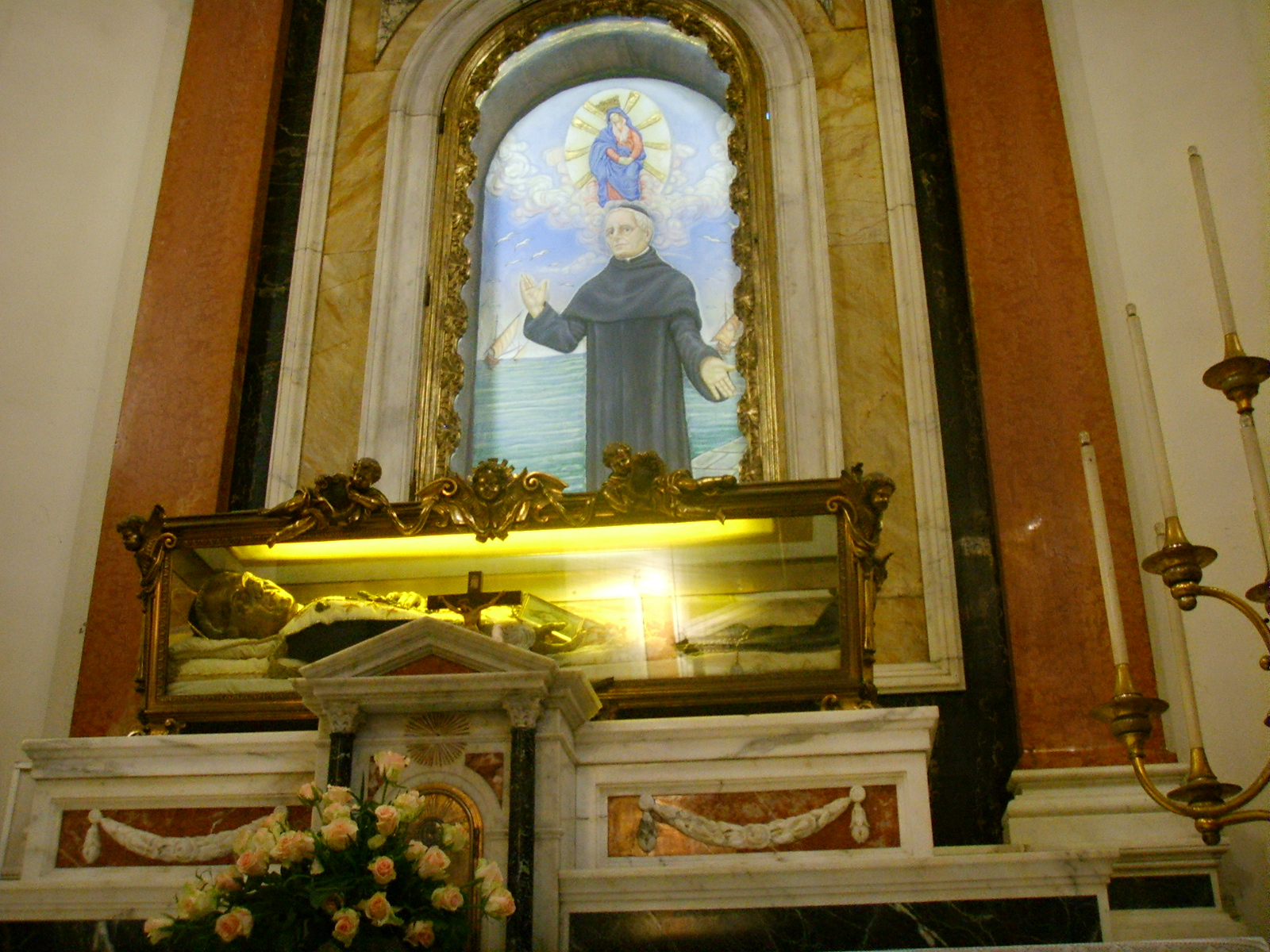
Les reliques de saint Antoine-Marie Pucci, dans l'église de Viareggio

- Antoine-Marie Pucci a été béatifié le 22 juin 1952 à Rome par le Pape Pie XII,
- et canonisé le 9 décembre 1962 à Rome par le Pape Jean XXIII.
- Sa fête est fixée au 12 janvier

## Sources
- (it) Cet article est partiellement ou en totalité issu de l’article de Wikipédia en italien intitulé « Antonio Maria Pucci » (voir la liste des auteurs).
- Osservatore Romano :
- Documentation Catholique : 1952 col.1333-1336  -  1963 col.15-20
- (it) Article d'Antonio Borrelli dans Santibeati - 2001